# Bienvenue à Collinwood
Pour plus de détails, voir Fiche technique et Distribution.
Bienvenue à Collinwood (Welcome to Collinwood) est un film germano-américain réalisé par Anthony et Joe Russo et sorti en 2002.
C'est un remake du film italien Le Pigeon (I Soliti ignoti) de Mario Monicelli, sorti en 1958. Il est présenté à la Quinzaine des réalisateurs au festival de Cannes 2002.

## Synopsis
Une bande de pieds nickelés, pathétiques et comiques, du quartier pouilleux de Collinwood (au nord de Cleveland), veut préparer un « coup de fric-frac fumant », mais n'est pas truand qui veut.

## Fiche technique
- Titre français : Bienvenue à Collinwood
- Titre original : Welcome to Collinwood
- Réalisation : Anthony et Joe Russo
- Scénario : Anthony et Joe Russo, d'après le scénario du film Le Pigeon écrit par Furio Scarpelli, Renato Salvatori et Suso Cecchi D'Amico
- Photographie : Lisa Rinzler et Charles Minsky
- Montage : Amy E. Duddleston
- Musique : Mark Mothersbaugh
- Décors : Tom Meyer
- Costumes : Juliet Polcsa
- Direction artistique : Denise Hudson
- Producteurs : George Clooney et Steven Soderbergh

Coproducteur : Scott Shiffman
Producteurs délégués : Ben Cosgrove, Hendrik Hey, Casey La Scala et Hunt Lowry
Producteur associé : James Henney
- Sociétés de production : Gaylord Films, H5B5 Media AG, Pandora Cinema, Section Eight et Warner Bros.
- Sociétés de distribution : Warner Bros. (États-Unis), Metropolitan Filmexport (France)
- Pays d'origine :  États-Unis,  Allemagne
- Budget : 12 millions de dollars[1]
- Genre : comédie, film de casse
- Durée : 80 minutes
- Dates de sortie[2] : 
  - France : 24 mai 2002 (festival de Cannes 2002)
  - Canada : 7 septembre 2002 (Festival international du film de Toronto)
  - États-Unis : 4 octobre 2002 (sortie limitée)
  - États-Unis : 18 octobre 2002
  - France : 9 décembre 2002
  - Belgique : 8 janvier 2003

## Distribution
- William H. Macy (VF : Yves Beneyton ; VQ : Sylvain Hétu) : Riley
- Sam Rockwell (VF : Jean-François Vlérick ; VQ : Patrice Dubois) : Pero
- Andy Davoli (VF : Philippe Vincent ; VQ : Antoine Durand) : Basil
- Patricia Clarkson (VF : Élisabeth Wiener ; VQ : Anne Caron) : Rosalind
- George Clooney (VF : Patrick Noérie ; VQ : Daniel Picard) : Jerzy
- Luis Guzmán (VF : Marc Alfos ; VQ : Manuel Tadros) : Cosimo
- Michael Jeter (VQ : Marc Bellier) : Toto
- Isaiah Washington (VF : Thierry Desroses ; VQ : Jean-Luc Montminy) : Leon
- Jennifer Esposito (VF : Catherine Hamilty ; VQ : Christine Bellier) : Carmela
- Gabrielle Union : Michelle

Sources : VF et VQ

## Production
En 1997, Steven Soderbergh découvre Pieces, le film d'étudiant d'Anthony et Joe Russo. Séduit par leur travail, il leur propose de produire leur prochain film. Ce projet est développé via la société Section Eight, que Steven Soderbergh a créé avec George Clooney. Le second film des frères Russo est un remake du film italien Le pigeon (I Soliti ignoti) de Mario Monicelli, sorti en 1958. Les deux frères décident de situer l'action dans la banlieue de Cleveland, à Collinwood :

« Plusieurs éléments nous ont poussés à placer cette histoire dans le quartier ouvrier de Cleveland. Notre histoire est une fable. Elle n'est pas précisément rattachée à une date. Le quartier est à l'écart du temps, il ne subit pas les modes, on y vit selon des principes ancestraux. En outre, nous aimions l'idée de mettre en scène des personnages aux antipodes des clichés. Tous sont des losers, des laissés-pour-compte, mais chacun est nuancé, humain, fragile. »

— Anthony et Joe Russo
Le rôle de Leon a été proposé à Don Cheadle, qui l'a refusé. Albert Brooks et Alan Arkin ont quant à eux été envisagés pour incarner Toto. Mark Wahlberg, Luke Wilson et Josh Brolin ont été envisagés pour le rôle de Pero et Casey Affleck pour le rôle de Basil.
Le tournage a lieu à Cleveland.

## Accueil

### Critique
Le film reçoit des critiques partagées. Sur l'agrégateur américain Rotten Tomatoes, il récolte 55 % d'opinions favorables pour 67 critiques et une note moyenne de 5,9⁄100. Le consensus du site présent un film qui « contient des moments drôles, mais c'est toujours une comédie très légère ». Sur Metacritic, il obtient une note moyenne de 61⁄100 pour 22 critiques.
En France, le film obtient une note moyenne de 3⁄5 sur le site AlloCiné, qui recense 13 titres de presse.

### Box-office
Le film ne connait qu'une sortie limitée dans les salles américaines et ne rencontre pas le succès au box-office et ne rentabilise pas son budget estimé à 12 millions de dollars.
| Pays ou région    | Box-office     | Date d'arrêt du box-office | Nombre de semaines |
| ----------------- | -------------- | -------------------------- | ------------------ |
| États-Unis Canada | 336 620 $      | 12 décembre 2002           | 12                 |
| France            | 51 442 entrées |                            | -                  |
| Total mondial     | 4 172 703 $    | -                          | -                  |